# Ottarshögen

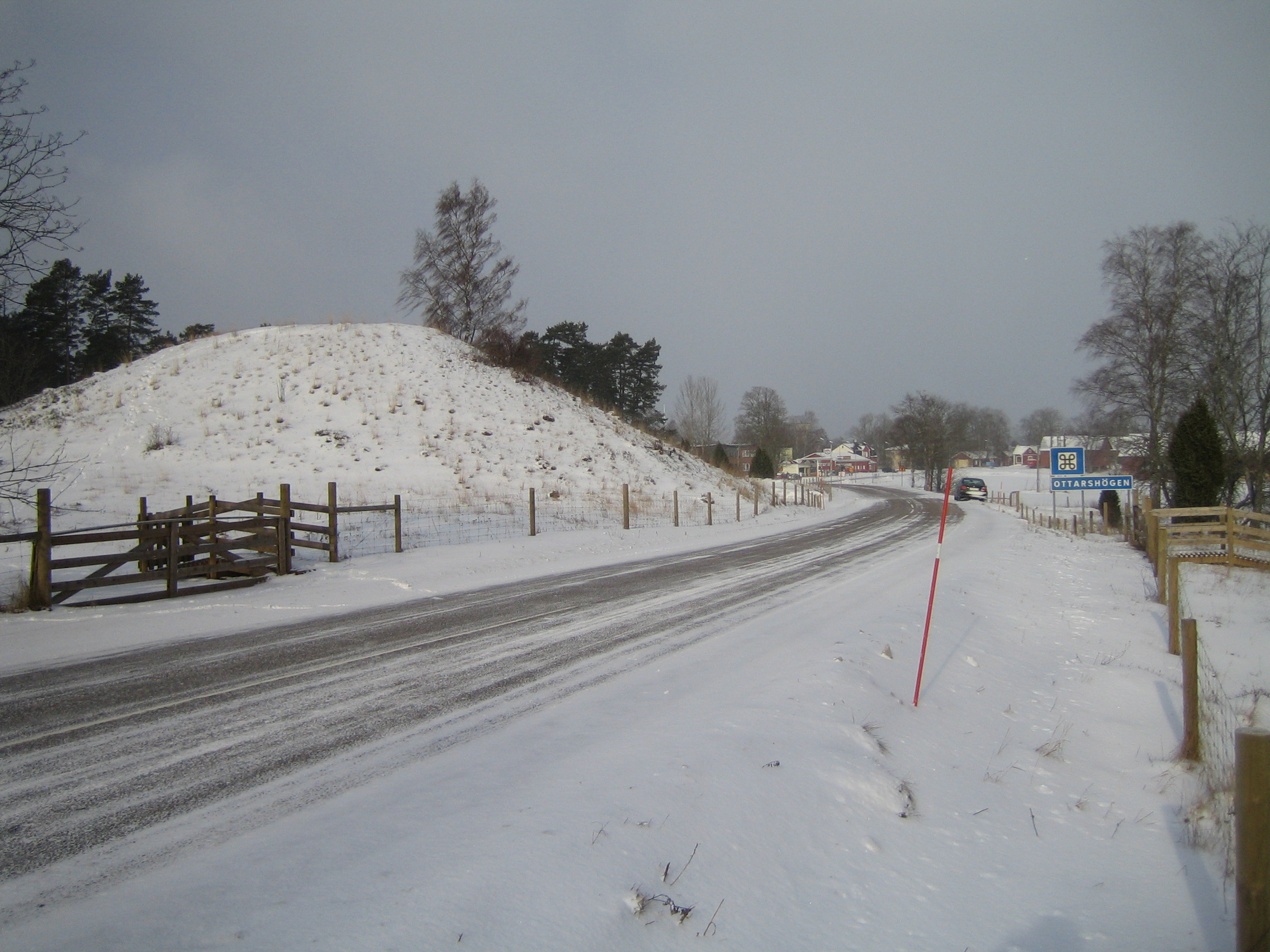
Ottarshögen

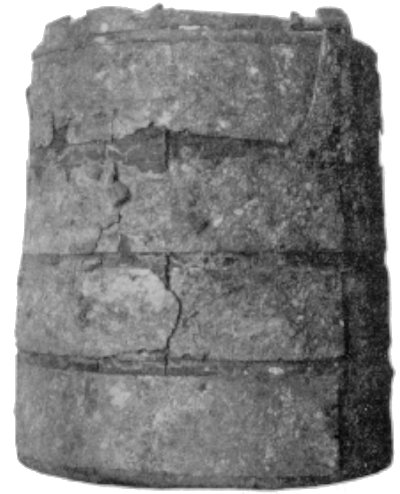
Träkärlet med aska som grävdes ut i högen.

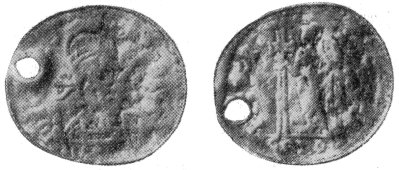
Guldsolidus från utgrävningen.

Ottarshögen i Vendels socken i Tierps kommun i Uppland är enligt folktron gravplats för en kung Ottar. Denne har av forskare satts i samband med sagokungen Ottar Vendelkråka. Gravhögen, som är 37 meter i diameter och sex meter hög, har daterats till äldre vendeltiden. Eftersom den har en diameter som är större än 30 meter klassificeras den som en kungshög. Omkring den finns också ett gravfält från samma period.
Högen grävdes ut 1914 och 1916 och hade i sitt centrum ett träkärl med aska. Träkärlet hade bronsband och spår av förgyllning. I askan fanns ben från en man och en kvinna samt offrade djur, bland annat från hund och fågel. Därutöver var fynden få men förhållandevis goda. Några metallfragment återfanns, bland dem fragment liknande de pressbleck som funnits i de välkända vendeltida gravarna i närheten. En anmärkningsvärd kam med fodral fanns även bland gravfynden. Ett guldmynt, en så kallad solidus, som präglats senast år 477 hittades också. Myntet var genomborrat och har förmodligen burits som smycke. Det var också mycket hårt slitet och förmodligen använt under en längre tid. Sune Lindqvist ville datera gravhögen till tidiga 500-talet, slutet av folkvandringstiden. Enligt senare arkeologisk forskning är den närmare 100 år yngre än så och daterar sig från början av vendeltiden.